# Te iubesc, iubirea mea
Te iubesc, iubirea mea este o compilație cu piese interpretate de cântăreața de muzică ușoară Mirabela Dauer, lansată în anul 1996 la casa de discuri Electrecord, în format CD.

## Lista pieselor
1. [ 4:59 ] Însingurare (Jolt Kerestely/Ioan Rus)
2. [ 3:41 ] De ce nu-mi spui că mă iubești? (Vasile V. Vasilache/Eugen Rotaru)
3. [ 3:02 ] Noapte de mai (Marian Nistor/Alexandru Macedonski)
4. [ 4:06 ] Zile bune, zile rele (Dinu Giurgiu/George Țârnea)
5. [ 3:37 ] Măi bădiță, Petre (Folclor/Folclor)
6. [ 3:20 ] Ce dor mi-a fost de ochii tăi (repertoriu international/Dan Panpoiu)
7. [ 4:41 ] Si voi uita (Vasile Vasilache/Cornel Popescu)
8. [ 4:11 ] Melancolie (Paul Teodorovici/Grigore Vieru)
9. [ 4:40 ] Frunza mea albastră (Marian Nistor/Radu Stanca)
10. [ 3:43 ] De-aș fi avut cândva (Vasile Vasilache/Eugen Rotaru)
11. [ 2:45 ] Pentru tine, dragoste (Vasile Vasilache/Eugen Rotaru)
12. [ 5:31 ] Te iubesc, orice ar spune lumea (Vasile Vasilache/Eugen Rotaru)
13. [ 3:49 ] Suflet singur (Dan Dimitriu/Dan Panțoiu)
14. [ 3:54 ] Stai, nu pleca (Marius Țeicu/Eugen Rotaru)
15. [ 4:03 ] Te aștept să vii (Ionel Tudor/Andreea Andrei)
16. [ 3:42 ] Dormeau pe-o frunză două stele (Marius Țeicu/Angel Grigoriu)
17. [ 3:59 ] Te iubesc, iubirea mea (Marcel Dragomir/Dan Panțoiu)
18. [ 3:44 ] Mai treci mamă pe la noi (Marcel Dragomir/Dan Panțoiu)
19. [ 5:15 ] Mereu singură (Cristina + Monel Puia/ Dan Panțoiu)
20. [ 1:33 ] Vreau (Cătălin Crișan/ Cătălin Crișan)

## Ediții
- 1996, Electrecord, format compact disc